# Varend redden
Bij de Reddingsbrigade kun je, naast zwemmend redden ook varend redden.
Het team varend redden houdt zich bezig met surveilleren op de Noordzee, binnenmeren en het beveiligen van  watersport-evenementen. Voorbeelden zijn de beveiliging bij de Nationale Zwem4daagse, beachparty's, triatlons en televisieproducties zoals Te land, ter zee en in de lucht.

## Vletroeien
Bij de Reddingsbrigade wordt actief deelgenomen aan landelijke vlet-roeiwedstrijden; deze wedstrijden wordt ook door de Reddingsbrigade georganiseerd. 
Het Roeiteam van de Reddingsbrigade bestaat uit 4 roeiers en 1 stuurman.

## Opleiding en brevetten
De brigade kent verschillende diploma's, die brevetten worden genoemd. Er zijn brevetten voor Bink, Opstapper en Schipper. Ook kan men een aantekening snelle boot behalen.
De Bink leert:
- roeien
- roeicommando's opvolgen
- assisteren bij een bootredding.

De Opstapper leert: 
- roeien
- roeicommando's opvolgen en geven
- sturen en een bootredding uitvoeren.

De Schipper leert:
- zelfstandig varen met een motorvlet
- leidinggeven aan zijn bemanning tijdens patrouillevaarten en reddingsacties.

Om de opleiding varend redden te mogen volgen moet een deelnemer:
- minimaal 12 jaar zijn
- in het bezit zijn van brevet 6 zwemmend redden

## Instroomeisen
| Behalen van het Brevet / diploma                         | Minimumleeftijd | Minimaal in bezit van diploma's                                                                          |
| KNBRD-brevet Bink                                        | 12 jaar         | KNBRD-brevet 6                                                                                           |
| KNBRD-strandbrevet Bink                                  | 12 jaar         | KNBRD-strandbrevet                                                                                       |
| KNBRD-diploma Opstapper                                  | 14 jaar         | KNBRD-brevet 6                                                                                           |
| KNBRD-stranddiploma Opstapper                            | 14 jaar         | KNBRD-strandbrevet                                                                                       |
| KNBRD-diploma Schipper                                   | 16 jaar         | KNBRD-diploma Opstapper, KNBRD-diploma A en geldig EM-verklaring / eenheidsdiploma EHBO                  |
| KNBRD-stranddiploma Schipper                             | 16 jaar         | KNBRD-stranddiploma Opstapper, KNBRD-strandwachtdiploma A en geldig EM-verklaring / eenheidsdiploma EHBO |
| Aantekening snelle boot bij KNBRD-stranddiploma Schipper | 18 jaar         | KNBRD-stranddiploma Motordrijver/Schipper                                                                |

Met een vaarbewijs I of II welke niet ouder is dan 3 jaar (gerekend in dagen), is volledige vrijstelling mogelijk van module 1 bij zowel Bink, Opstapper als Schipper. Er is geen extra vrijstelling voor kandidaten met Klein Vaarbewijs II. 
Een verdere mogelijkheid is om instructeur varend redden te worden. Hiervoor moet eerst het diploma Schippers behaald worden.

## Examen
Het examen bestaat uit een gedeelte theorie en een gedeelte praktijk. 
De brevetten en diploma's zijn bij het varend redden onderverdeeld in twee groepen namelijk binnenwater en strand. 
De theoriemodules zijn voor beide hetzelfde en hoeven niet opnieuw gehaald te worden als de kandidaat binnen 3 jaar (gerekend in dagen) na het behalen van de eerste theoriemodule beide praktijkmodules haalt. 
Het examen voor het brevet of diploma varend redden wordt landelijk afgenomen door de koepelorganisatie Reddingsbrigade Nederland, voorheen KNBRD.